# South African Amateur Strokeplay Championship
Het South African Amateur Strokeplay Championship is een golftoernooi in Zuid-Afrika voor golfamateurs. Het toernooi wordt sinds 1969 georganiseerd door de South African Golf Association. Het was in 1969 de opvolger van de South African Inter-Club Foursomes.

## Winnaars
| Jaar | Golfbaan                                  | Winnaar             | Score         | Score         | Info                                          |
| ---- | ----------------------------------------- | ------------------- | ------------- | ------------- | --------------------------------------------- |
| 1969 | Humewood Golf Club                        | Dale Hayes          | 314           | +26           |                                               |
| 1970 | Mowbray Golf Club                         | Dale Hayes          | 291           | +3            |                                               |
| 1971 | Durban Country Club                       | Kevin Suddards      | 291           | +3            |                                               |
| 1972 | East London Golf Club                     | Phil Dunne          | 292           | par           |                                               |
| 1973 | Houghton Golf Club                        | George Harvey       | 281           | –7            |                                               |
| 1974 | Port Elizabeth Golf Club                  | Neville Sundelson   | 288           | par           |                                               |
| 1975 | Bloemfontein Golf Club                    | Gavin Levenson      | 217           | +1            | Wegens slechte weer, afgewerkt in drie ronden |
| 1976 | Mowbray Golf Club                         | George Harvey       | 292           | +4            |                                               |
| 1977 | Bryanston Country Club                    | Mark McNulty        | 280           | –8            |                                               |
| 1978 | Durban Country Club                       | David Suddards      | 290           | +2            |                                               |
| 1979 | Humewood Golf Club                        | David Suddards      | 285           | –3            |                                               |
| 1980 | Royal Johannesburg Golf Club              | Etienne Groenewald  | 293           | +5            |                                               |
| 1981 | Oppenheimer Park Golf Club                | Yuan Ching Chi      | 291           | +7            |                                               |
| 1982 | East London Golf Club                     | Li Wen-sheng        | 290           | –2            |                                               |
| 1983 | Royal Durban Golf Club                    | Peter van der Riet  | 288           | par           |                                               |
| 1984 | Humewood Golf Club                        | Derek James         | 287           | –1            |                                               |
| 1985 | Royal Cape Golf Club                      | Dean van Staden     | 285           | –3            |                                               |
| 1986 | East London Golf Club                     | C-S Hsieh           | 286           | –6            |                                               |
| 1987 | Glendower Golf Club                       | Ben Fouchee         | 211           | –5            | Wegens slechte weer, afgewerkt in drie ronden |
| 1988 | Oppenheimer Park Golf Club                | Neville Clarke      | 283           | –1            |                                               |
| 1989 | Geen toernooi                             | Geen toernooi       | Geen toernooi | Geen toernooi | Geen toernooi                                 |
| 1990 | Geen toernooi                             | Geen toernooi       | Geen toernooi | Geen toernooi | Geen toernooi                                 |
| 1991 | Royal Johannesburg Golf Club              | Nic Henning         | 278           | –10           |                                               |
| 1992 | Royal Durban Golf Club                    | John Nelson         | 284           | –4            |                                               |
| 1993 | Geen toernooi                             | Geen toernooi       | Geen toernooi | Geen toernooi | Geen toernooi                                 |
| 1994 | Geen toernooi                             | Geen toernooi       | Geen toernooi | Geen toernooi | Geen toernooi                                 |
| 1995 | Geen toernooi                             | Geen toernooi       | Geen toernooi | Geen toernooi | Geen toernooi                                 |
| 1996 | Geen toernooi                             | Geen toernooi       | Geen toernooi | Geen toernooi | Geen toernooi                                 |
| 1997 | Humewood Golf Club                        | Ulrich van den Berg | 292           | +4            |                                               |
| 1998 | Mount Edgecombe Country Club              | Trevor Immelman     | 281           | –7            |                                               |
| 1999 | Westlake Golf Club                        | Jean Hugo           | 284           | –4            |                                               |
| 2000 | East London Golf Club                     | Ciaran McMonagle    | 290           | –2            |                                               |
| 2001 | Oppenheimer Park Golf Club                | Richard Sterne      | 266           | –18           |                                               |
| 2002 | George Golf Club                          | Gary Wolstenholme   | 276           | –12           |                                               |
| 2003 | Roodepoort Country Club                   | Albert Kruger       | 274           | –14           |                                               |
| 2004 | Paarl Golf Club                           | Dawie van der Walt  | 275           | –13           |                                               |
| 2005 | Wingate Park Country Club                 | Joshua Cunliffe     | 278           | –10           |                                               |
| 2006 | De Zalze Golf Club Stellenbosch Golf Club | Branden Grace       | 277           | –11           |                                               |
| 2007 | Humewood Golf Club                        | Louis de Jager      | 145           | +1            | Wegens slechte weer, afgewerkt in twee ronden |
| 2008 | Pearl Valley Golf Estates                 | Jacques Blaauw      | 292           | +4            |                                               |
| 2009 | Pearl Valley Golf Estates                 | J.G. Claassen       | 287           | –1            |                                               |
| 2010 | Pearl Valley Golf Estates                 | Dean O'Riley        | 281           | –7            |                                               |
| 2011 | Mount Edgecombe Country Club              | Jared Harvey        | 274           | –14           | Won de play-off van David Law                 |
| 2012 | Glendower Golf Club                       | Haydn Porteous      | 280           | –8            |                                               |
| 2013 | Oubaai Golf Club                          | Haydn Porteous      | 275           | –13           |                                               |
| 2014 | Benoni Country Club                       | Jason Smith         | 274           | –14           |                                               |